# Cleanness
Cleanness (em inglês médio: Cleannesse) é um poema aliterativo em inglês médio escrito no fim do século XIV. O autor do poema, desconhecido, é provavelmente o chamado Poeta de Pearl (ou Poeta de Gawain), devido às evidências de dialeto e estilo. Ele seria também o autor de Pearl, Sir Gawain and the Green Knight, Patiencee, talvez, tenha composto St. Erkenwald.
O poema original só pode ser encontrado em um manuscrito (Cotton Nero A x). Este manuscrito também contém Pearl, Patience e Sir Gawain and the Green Knight. Nenhum dos poemas tem título ou divisão por capítulos, mas as pausas são marcadas por letras inciais grandes e azuis, e há dozes ilustrações (ou iluminuras) no manuscrito, descrevendo cenas dos quatro poemas. Cada um dos poemas originais só existe neste manuscrito. Cleanness (que é um título editorial) também é conhecido pelo título Purity.
O manuscrito, Cotton Nero A.x, está na Biblioteca Britânica. A primeira edição publicada estava em Early English Alliterative Poems in the West Midland Dialect of the fourteenth century, impresso pela Early English Text Society.
Cleanness é uma descrição das virtudes da limpeza do corpo e dos prazeres do amor matrimonial. São escolhidos temas bíblicos para exemplificação: o Dilúvio, a destruição de Sodoma e Gomorra e a queda de Belsazar. Em cada caso, o poeta avisa seus leitores sobre os perigos da profanação e, ao mesmo tempo, sobre as alegrias da pureza.